# Platyomicus
Platyomicus är ett släkte av skalbaggar. Platyomicus ingår i familjen vivlar.

## Dottertaxa tillPlatyomicus, i alfabetisk ordning[1]
- Platyomicus angolanus
- Platyomicus annulicornis
- Platyomicus aridus
- Platyomicus cavicollis
- Platyomicus collaris
- Platyomicus cordipennis
- Platyomicus dorsalis
- Platyomicus echinus
- Platyomicus fabricii
- Platyomicus funicularis
- Platyomicus gibbipennis
- Platyomicus graciliscapus
- Platyomicus humeralis
- Platyomicus laesipes
- Platyomicus neavei
- Platyomicus nigrodorsum
- Platyomicus obesus
- Platyomicus pedestris
- Platyomicus punctipennis
- Platyomicus quadrituberculatus
- Platyomicus rivalis
- Platyomicus serietuberculatus
- Platyomicus sextuberculatus
- Platyomicus sulcicollis
- Platyomicus tuberosus
- Platyomicus victoriaenyanzae
- Platyomicus villiersi